# Lars Holmcreutz
Lars Holmcreutz, född 8 juni 1698, död 11 januari 1770, var en svensk underståthållare.

## Bana
Holmcreutz blev registrator vid guvernementet i Göteborg 12 september 1717, fältsekreterare hos general Johan Carl Strömfelt 1719, extra ordinarie kanslist  i generalauditörsexpeditionen samma år, vice landssekreterare i Örebro 14 september 1722 och ordinarie 6 november 1730. Han blev slottsfogde i Stockholm 30 oktober 1745.
Holmcreutz blev underståthållare 20 juli 1759. På begäran erhöll han avsked 14 september 1762.

## Adlande
Holmcreutz adlades 10 oktober 1756, introducerad 1777 under nummer 2104. Sonen Olof slöt ätten 1911.

## Familj
Lars Holmcreutz var son till landssekreteraren i Halland Olof Svensson Holmer och Ingrid Berg, dotter till handelsmannen Berg i Halmstad.
Holmcreutz gifte sig med Christina Nordenfelt, änka efter assessor Samuel Nordenhjelm, dotter till överkommissarien Johan Nordenfelt och Catharina Elisabeth Petré.